# وینبلاستین
وین بلاستین  (به انگلیسی: VINBLASTINE SULFATE) وین بلاستین در درمان‌کارسینوم پستان، تومورهای‌تروفوبلاستیک، کارسینوم بیضه، ریه، مثانه و کلیه، نوروبلاستوم، لنفوم‌های هوچکینی و غیرهوچکینی، سارکوم‌کاپوسی، بیماری Letterer-siwe، میکوزفونگوئید و درمان لوسمی میلوسیتیک مزمن و تومورهای تخمدان‌به‌کار می‌رود.
رده درمانی: درمان نئوپلاسم
اشکال دارویی: آمپول

## موارد مصرف
وین بلاستین در درمان‌کارسینوم پستان، تومورهای‌تروفوبلاستیک، کارسینوم بیضه، ریه، مثانه و کلیه، نوروبلاستوم، لنفوم‌های هوچکینی و غیرهوچکینی، سارکوم‌کاپوسی، بیماری Letterer-siwe، میکوزفونگوئید و درمان لوسمی میلوسیتیک مزمن و تومورهای تخمدان‌به‌کار می‌رود.

## مکانیسم اثر
وین بلاستین یکی از آنتی‌متابولیت‌ها است و تقسیم میتوز رادر مرحله متافاز متوقف می‌کند.

## متابولیسم دارو
۷۵ درصد دارو از راه‌خوراکی جذب می‌شود که این مقدار درحضور غذا کاهش می‌یابد. غلظت سرمی‌دارو ۳ ـ ۲ روز پس از مصرف به حددرمانی می‌رسد. پس از جذب به‌خوبی دراغلب بافتها و مایعات بدن منتشر می‌شود.دفع دارو عمدتاً کلیوی است، اما از راه صفرا نیز دفع می‌شود. نیمه عمر دارو ۱۱ ـ ۶ ساعت است که در بیماران آنوریک‌ممکن است تا ۱۰۰ ساعت نیز افزایش یابد.

## عوارض جانبی
کاهش گلبولهای سفید خون‌از عوارض شایع وین بلاستین است.